# Bencomo
Bencomo foi um rei (mencey) guanche que reinou na menceyato de Taoro em Tenerife (Ilhas Canárias).
Na época da conquista das Ilhas Canárias foi o mais poderoso do rei guanche ilha e foi considerado "primeiro entre iguais".
Lutou na Primeira Batalha de Acentejo com uma grande vitória para os guanches contra a invasão espanhola, depois de ter rejeitado os termos de Alonso Fernández de Lugo. Acredita-se que pereceram nas colinas de San Roque durante a batalha de Aguere, com seu irmão Tinguaro.
Ele teve vários filhos, incluindo: Dácil e Bentor, que foi seu sucessor.